# Mariemont, Ohio
Mariemont, Ohio (енгл. Mariemont) град је у америчкој савезној држави Охајо.

## Демографија
По попису из 2010. године број становника је 3.403, што је 5 (-0,1%) становника мање него 2000. године.
| Група             | 2000.         | 2010.         |
| Белци             | 3.290 (96,5%) | 3.181 (93,5%) |
| Афроамериканци    | 34 (1,0%)     | 55 (1,6%)     |
| Азијати           | 27 (0,8%)     | 43 (1,3%)     |
| Хиспаноамериканци | 35 (1,0%)     | 54 (1,6%)     |
| Укупно            | 3.408         | 3.403         |